# Günter Kolodziej (Berater)
Günter Kolodziej (* 19. Mai 1953 in Bergneustadt) ist ein deutscher Berater. Er war von 2016 bis 2020 Regierungssprecher des Freistaates Thüringen und davor von 2002 bis 2012 stellvertretender Sprecher des Berliner Senates. Im Jahr 1994 war er Chefredakteur der Jungen Welt.

## Leben
Günter Kolodziej studierte von 1975 bis 1980 Germanistik, Sozialkunde und Pädagogik an der Universität Marburg. Er legte im Jahr 1982 das zweite Staatsexamen für Lehramt an Gymnasien in Hamburg ab. 
Von 1983 bis 1985 arbeitete er als Referent des Bundestagsabgeordneten Jürgen Reents (Grüne/GAL) und von 1985 bis 1990 als wissenschaftlicher Mitarbeiter im Vorstand der Bundestagsfraktion Die Grünen. Anschließend war er wissenschaftlicher Mitarbeiter für die Gruppe PDS/Linke Liste im Bundestag für den Untersuchungsausschuss Kommerzielle Koordinierung.
Vom 1. April bis zum 19. Oktober 1994 war mit Kathrin Gerlof Chefredakteur der Jungen Welt. 
Danach war er von 1995 bis 2002 Pressesprecher der PDS-Fraktion im Abgeordnetenhaus von Berlin, von 2002 bis 2012 stellvertretender Sprecher des Berliner Senates und von 2012 bis 2015 Sprecher der Senatsverwaltung für Kulturelle Angelegenheiten in der Berliner Senatskanzlei. 
Mit Wirkung vom 1. Januar 2016 wurde Günter Kolodziej unter Ministerpräsident Bodo Ramelow (Die Linke) zum Regierungssprecher des Freistaates Thüringen ernannt. Im Jahr 2020 trat er in den Ruhestand. Er unterstützte im Sommer 2023 aushilfsweise den Pressestab der Thüringer Staatskanzlei erneut.